# ChAdOx1
ChAdOx1 — аденовірусний вектор вакцини, розроблений Інститутом Дженнера Оксфордського університету. Вектор є модифікованим аденовірусом шимпанзе, щоб уникнути його реплікації.
Аденовіруси є ефективними векторами для індукування та підвищення клітинного імунітету до кодованих рекомбінантних антигенів. Однак широко розповсюджена серопревалентність нейтралізуючих антитіл до загальнолюдських аденовірусних серотипів обмежує їх використання. Сімейські аденовіруси не мають тих самих недоліків. Тому дослідники випробували нові вакцини, використовуючи аденовірус шимпанзе ChAdOx1 як вектор. Наприклад, вакцина проти грипозної інфекції була розроблена з використанням вектора, що експресує антигени грипу, нуклеопротеїн (NP) та матричний білок 1 (M1), утворюючи кандидата на вакцину під назвою ChAdOx1 NP+M1.

## Вірусологія
ChAdOx1 отримано із серотипу Y25 аденовірусу (ChAd), спроєктованого λ-червоною рекомбінацією для обміну природних генів E4 orf4, orf6 та orf6/7 на гени аденовірусу людини HAdV-C5.

## Клінічні випробування
Було продемонстровано, що аденовіридний вектор ChAdOx1 може бути використаний для проведення щеплень, які захищають проти Близькосхідного коронавірусного респіраторного синдрому (MERS) у мишей та здатні викликати імунну відповідь проти MERS у людей.
Цей вектор також був використаний для створення вакцини проти вірусу Ніпа, яка була ефективною для хом'яків (але ефективність ніколи не доведена для людей), на додаток до потенційної вакцини проти гарячки Рифт Валлі, яка захищала овець, кіз та велику рогату худобу (але ефективність не була доведена для людей).
Аденовірус, що експресує антиген 85А (ChAdOx1 85A), використовується як вектор для кандидата на вакцину проти туберкульозу.
У 2017 році вектор ChAdOx1 був використаний для випробування кандидата на вакцину проти зараження людей малярією. Дослідники вивчали дві вакцини-кандидати ChAdOx1 LS2 разом із MVA LS2. Перший, що кодує подвійний антиген LS2 на печінковій стадії малярії (LSA1 та LSAP2), злитий з трансмембранним доменом з акулячого незмінного ланцюга. І останній, вектор модифікованої вакцини Анкари (MVA), що кодує LS2, злитий зі С-кінцем лідерної послідовності tPA. Випробування дійшло до фаз I/IIa.
Існують також дослідження, які використовують вектор для вакцин проти вірусу Зіка (ChAdOx1 ZIKV) та вірусу Чікунгунья (ChAdOx1 sCHIKV).
Вектор ChAdOx1 використовується як платформа для вакцини проти коронавірусної хвороби з початку пандемії COVID-19. Сара Гілберт очолює роботу над цією вакциною разом з Ендрю Поллардом, Терезою Ламбе, Сенді Дуглас, Кетрін Грін та Адріаном Гіллом. Вакцина проти COVID-19, відома зараз як ChAdOx1 nCoV-19 або AZD1222, використовує цей вектор, який стимулює імунну відповідь проти білка-шипа коронавірусу. Дослідження на тваринах розпочалися в березні 2020 року, а набір 510 людей-учасників для I/II фази випробування розпочався 27 березня, результати були представлені в жовтні. 30 грудня 2020 року вакцина була схвалена для використання у програмі вакцинації Великої Британії.